# Santuario Diocesano de Nuestra Señora de los Desamparados
El Santuario Diocesano de Nuestra Señora de los Desamparados es una iglesia católica y el hogar de una imagen de la Virgen María, venerada localmente, que ha recibido el reconocimiento papal. 
La supervisión de la fe católica de Marikina comenzó cuando la ciudad fue cedida de nuevo a los agustinos de los jesuitas. El 10 de marzo de 1687, el gobernador Gabriel Cruz Elasque ordenó el traslado de Marikina al cuidado de los agustinos y se fusionó con el ministerio de San Mateo.
La actual iglesia se levanta y posteriormente se hizo una parroquia independiente en el año 1690.
El 23 de octubre de 1791 la iglesia fue consagrada por la Arquidiócesis de Manila para la Virgen de dicho título. En 1898, durante la Guerra Filipino-estadounidense la primera imagen fue quemada junto con los documentos pertinentes sobre la devoción en Marikina. En 1902, una nueva imagen fue traída y es la que en la actualidad se venera en la parroquia.